# Мінамі-Макі (Наґано)

36°1′15″ пн. ш. 138°29′32″ сх. д. / 36.02083° пн. ш. 138.49222° сх. д.
Міна́мі-Ма́кі (яп. 南牧村, みなみまきむら, МФА: [mʲinamʲi makʲi muɾa]) — село в Японії, в повіті Мінамі-Саку префектури Наґано. Станом на 1 квітня 2009 площа села становила 133,10 км². Станом на 1 липня 2011 населення села становило 3512 осіб.